# Сибирска бъбрица
Сибирска бъбрица (Anthus gustavi) е вид птица от семейство Стърчиопашкови (Motacillidae).

## Разпространение и местообитание
Разпространен е в Бруней, Китай, Индонезия, Япония, Северна Корея, Южна Корея, Малайзия, Филипините, Русия и Китай.